# Gryllus contingens
Gryllus contingens är en insektsart som beskrevs av Walker, F. 1869. Gryllus contingens ingår i släktet Gryllus och familjen syrsor. Inga underarter finns listade i Catalogue of Life.